# Jordaniens universitet

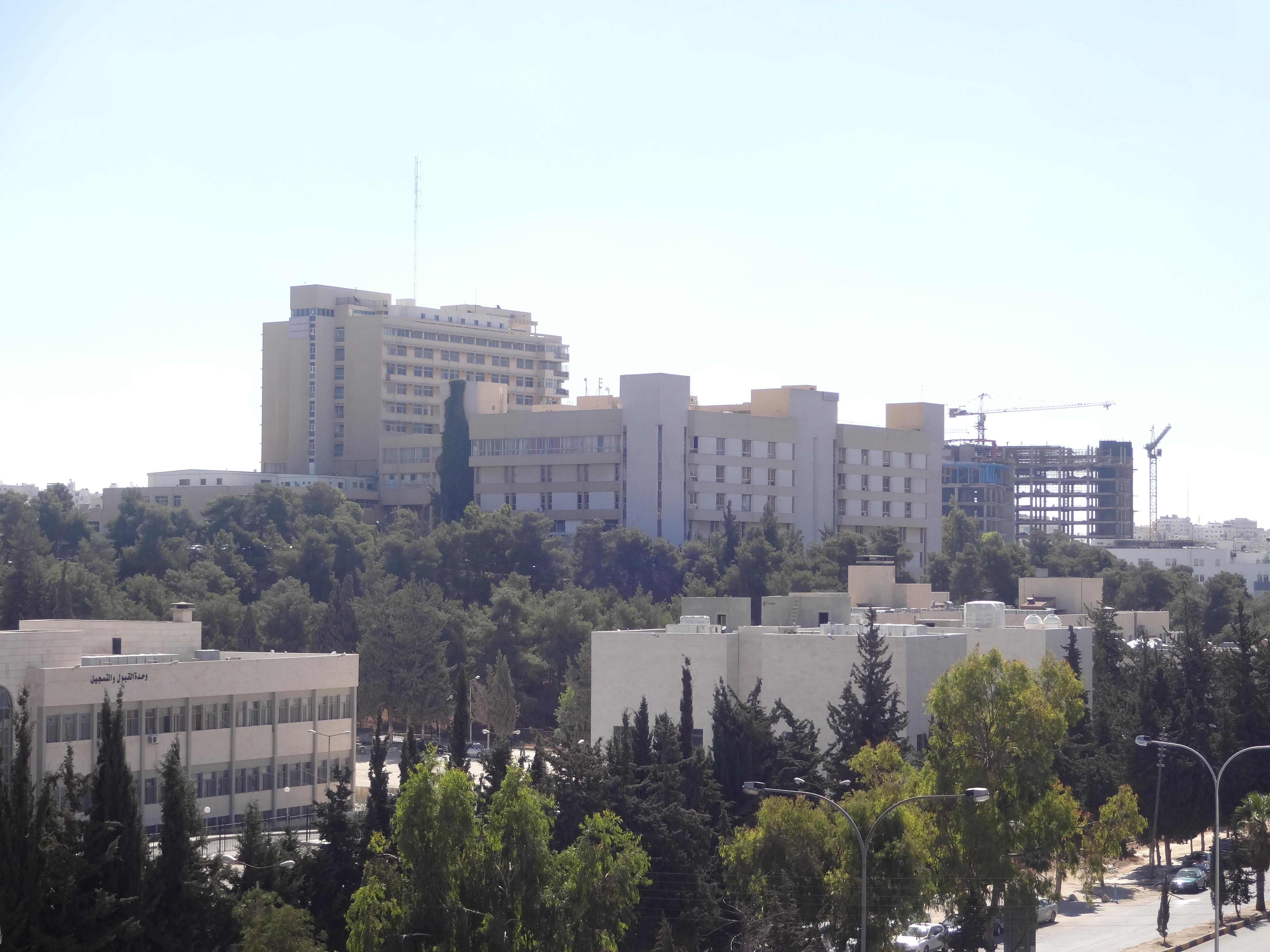
Jordaniens universitetssjukhus

Jordaniens universitet (arabiska الجامعة الأردنية) är ett statligt universitet beläget i Amman, Jordanien, grundat 1962. Lärosätet utgör det största och äldsta i Jordanien.